# Jean-Jacques Duval d'Eprémesnil
Jean-Jacques Duval d'Éprémesnil, senyor de Marréfosse (Pondicherry (India), 5 de desembre, 1745 - decapitat a París (França), 22 d'abril,  1794), fou un jurista, pamfletari i polític francès.

## Biografia
Molt jove, encara va entrar a la magistratura i el 1775 va ser nomenat assessor del parlament de París. Quan el procés de rehabilitació del recompte de Lally, Espremesnil va intervenir per defensar la memòria del seu oncle de dret, acusat d'haver condemnat el desgraciat governador de les Índies. En 1786 prengué part en el famós Assumpte del collar, i es distingí per la seva animositat contra la reina Maria Antonieta.
L'any següent va ser un dels campions més ardents de la lluita dels Parlaments contra el rei i es va oposar amb energia als edictes establint l'impost territorial i el del timbre. El mateix any, amb motiu del préstec proposat pel cardenal Etienne-Charles de Loménie de Brienne, manifest'a al rei que devia de convocar immediatament els Estats generals, però el sobirà no tan sols no li va fer cas, sinó que desterrà al duc d'Orleans i ordenà empresonar als consellers Farteau i Sabatier i, a més, resolgué establir Tribunal plenari, deixant així sense les seves funcions judicials als Parlamentaris.
Espremesnil, aconseguí una proba de l'edicte y després convocà a totes les Sales del Parlament, al que exposà la greu situació creada per aquell edicte, redactant un decret de protesta que li valgué un empresonament de cinc mesos. Suprimit el Tribunal plenari, fou fixada la convocatòria dels Estats generals pel 1789 i tingueren de sortir dos del ministres, Brienne i Lamoignon de Malesherbes, els que havien tingut més intervenció en les mesures contra els Parlaments.
Amb aquest triomf, degut a la seva carrera, Espremesnil, assolí una popularitat extraordinària, però quan va veure amenaçats els privilegis de l'autoritat reial, es convertí en el més gelós defensor del rei, posant-se moltes vegades en contra dels seus col·legues. Tanta com havia estat la seva energia per defensar els privilegis dels Parlaments, ho fou, en ser elegit individu de l'Assemblea constituent, per a defensar els del rei i els del clero, declarant-se adversari de totes les reformes liberals. El seu nom, tant popular abans, es convertí en el símbol de la reacció i va estar a punt de ser víctima de les ires del poble.
Refugiat a Merisont, després es traslladà a l'Havre, on fou detingut el 21 de setembre i condemnat a mort set mesos després. Va escriure un fulletó titulat; Réflexions impartieales sur le grande question qui partage les esprits concertant les droits du roi et de la nation assemblée en Etats généraux (1783). Els seus discursos foren reunits en un volum (París, 1823).